# Франсуа дю Плессі де Рішельє
Франсуа IV дю Плессі де Рішельє (фр. François du Plessis de Richelieu; 1548, Рішельє — 19 липня 1590, Гонесс) — французький державний діяч часів правління Генріха III, батько кардинала Рішельє.

## Біографія
Народився 1548 року в містечку Рішельє. Кар'єра Франсуа де Рішельє почалася в 1573 році в Польщі, куди він змушений був бігти після непривабливої історії з вбивством якогось Сьєра де Брішетьєра. У цей рік майбутній Генріх III (король Франції), тоді ще герцог Анжуйський, прибув на запрошення Сейму, щоб зайняти вакантний польський трон. У Кракові молодому польському королю був представлений 25-річний французький дворянин Франсуа дю Плессі де Рішельє. Між двома молодими співвітчизниками встановилися довірчі відносини, і дуже скоро Рішельє стає помітною фігурою при Краківському дворі. Саме він приніс королю Польщі звістку про раптову смерть в Парижі його старшого брата Карла IX. Він же в числі наближених супроводжував Генріха Анжуйського, таємно втік з Польщі в Париж в травні 1574 року.
З воцарінням у Франції Генріха III Валуа Франсуа де Рішельє був призначений на посаду прево королівського дому. У 1576 році призначений на посаду головного прево Франції, в 1585 році нагороджений орденом Святого Духа.
В епоху запеклих релігійних воєн головний прево фактично об'єднував в одній особі верховного суддю, міністра юстиції та керівника секретної служби Королівства. З його допомогою Генріх III в «день барикад» зумів благополучно втекти з повсталого Парижа в Блуа. Франсуа де Рішельє став мимовільним свідком вбивства Генріха III доміініканскім ченцем Жаком Клеманом. Головний прево Франції служив і новому королю Генріху IV, до самої своєї смерті.

## Сім'я
У 1569 році Франсуа одружився з Сюзанною де ла Порт (1551-14 листопада 1616), дочкою Франсуа де ла Порта. Народила шістьох дітей:
- Анрі (близько 1578—1619), убитий на дуелі
- Альфонс-Луї (1582—1653), кардинал де Ліон
- Ізабель (1582—1648)
- Арман Жан (1585—1642), кардинал-герцог де Рішельє і де Фронзак
- Франсуаза (1586—1615), дружина Рене де Віньєро де Пон-Курле (1590—1625) і мати Франсуа де Віньєро, маркіза де Пон-Курле (1609—1646), чиї нащадки успадкували титул герцога Рішельє
- Ніколь (1586/1587—1635), дружина Маршала Франції Маркіза Урбена де Майє, їх дочка Клер Клеменс вийшла заміж за Великого Конде

## Смерть
Франсуа де Рішельє помер від хвороби, яка перебігала з гарячкою, 19 липня 1590 року у віці 42 років. Його вдова Сюзанна де Рішельє залишилася з п'ятьма дітьми, серед яких був 5 — річний Арман Жан де Рішельє-майбутній кардинал і глава Уряду Франції.

## Нагороди
- Орден Святого Духа
- Орден святого Михайла